# حركة التغيير الكردية
حركة التغيير (بالكردية: بزووتنەوەی گۆڕان)‏ وتسمى أيضاً حركة گوران وهي عبارة عن حزب ناشط في إقليم كردستان العراق، أسسه السياسي الكردي نوشيروان مصطفى في عام 2009م بعد استقالته من حزب الطالباني (الاتحاد الوطني الكردستاني)، وهو حزب علماني يعارض حزب التحالف الكردستاني ويدعو لمحاربة الفساد، ويتهمه خصومه بكسر الإجماع الوطني الكردي ولكنه ينفي ذلك. ولقد حقق تقدماً ثانيا في انتخابات برلمان كردستان لسنة 2013م وذلك عند حصوله على 24 مقعداً متقدماً على حزب الاتحاد الوطني الكردستاني وحصل على رئاسة برلمان إقليم كوردستان، وفي انتخابات مجلس النواب العراقي الأخيرة حصل على 9 مقاعد وأصبح لديه عضو نائب ثاني لرئاسة مجلس النواب العراقي.

## التاريخ
يعود تاريخ حركة التغيير ككيان سياسي وقائمة مشاركة في الانتخابات النيابية في إقليم كردستان، إلى شهر نيسان من عام 2009، وتحديدا إلى 11 أبريل 2009، عندما أعلن نوشيروان مصطفى في سياق مقابلة مع صحيفة «الشرق الأوسط» اللندنية بعددها 11092 بأنه سيقود قائمة انتخابية خاصة، منفصلة عن قوائم الأحزاب الأخرى في كردستان العراق، لخوض الانتخابات النيابية. كياناً سياسياً: بتاريخ 28/4/2009 صادقت المفوضية العليا المستقلة للانتخابات في العراق رسمياً، وبموجب مذكرتها المرقمة 159، على قائمة التغيير كياناً سياسياً رسمياً في إقليم كردستان. وللمشاركة في انتخابات مجلس النواب العراقي صادقت المفوضية العليا المستقلة للانتخابات، وبموجب مذكرتها المؤرخة في 27 / 8/ 2009، عن مصادقتها على قائمة التغيير كياناً سياسياً رسمياً على مستوى العراق. حركة سياسية: يعود تأريخ الإعلان عن حركة التغيير (گۆڕان) تنظيماً سياسياً إلى 31 /5 / 2010 إذ مُنحت الحركة الإجازة الرسمية من قبل وزارة الداخلية في حكومة إقليم كردستان بموجب المذكرة المرقمة 13382. ثقل الحركة: في الانتخابات النيابية التي جرت في إقليم كردستان عام 2009 حصلت قائمة التغيير على 25 مقعدا برلمانياً من اصل 111 مقعداً، وبذلك أصبحت ثاني أكبر كتلة برلمانية وأصبحت أكبر قوة معارضة على مستوى إقليم كردستان. وفي انتخابات مجلس النواب العراقي التي جرت عام 2010 ظهرت قائمة التغيير كثاني أكبر قوة سياسية في إقليم كردستان. وعلى مستوى العراق حصدت 487,181 صوتاً وحصلت في تلك الانتخابات على ثمانية مقاعد في مجلس النواب العراقي وبذلك أصبحت خامس كتلة برلمانية في مجلس النواب العراقي. الذي انضم إليها الكثير من قياديي وأعضاء حزب الاتحاد الوطني الكردستاني.
تعرضت هذه الحركة إلى مضايقات كثيرة من قبل الحزبين الحاكمين حيث تعرضت مقراتهم للحرق وتم فصل وقطع رواتب الكثير من موظفي الدولة الذين انضموا إلى هذه الحركة. افتتح عام 2009 قناة تلفزيونية فضائية أخبارية بعنوان KNN أي «شبكة أخبار كردستان».